# Polignac (Haute-Loire)
Polignac (francouzská výslovnost: [pɔliɲak]; okcitánsky: Panhac) je obec v departementu Haute-Loire v jihostřední Francii.

## Populace
| Rok  | Pop.  | ±% p.a.  |
| ---- | ----- | -------- |
| 1793 | 1 954 | —        |
| 1821 | 2 131 | + 0,31 % |
| 1846 | 2 094 | − 0,07 % |
| 1872 | 2 274 | + 0,32 % |
| 1901 | 2 574 | + 0,43 % |
| 1926 | 2 092 | − 0,83 % |
| 1946 | 1 569 | − 1,43 % |
| 1962 | 1 257 | − 1,38 % |
| 1968 | 1 407 | + 1,90 % |
| 1975 | 1 709 | + 2,82 % |
| 1982 | 2 003 | + 2,29 % |
| 1990 | 2 384 | + 2,20 % |
| 1999 | 2 602 | + 0,98 % |
| 2007 | 2 785 | + 0,85 % |
| 2012 | 2 817 | + 0,23 % |
| 2017 | 2 814 | − 0,02 % |

Zdroj: EHESS a INSEE (1968–2017)

## Památky
Městu dominuje Forteresse de Polignac s hranatou věží vysokou 32 m. Chateau de Lavoute Polignac je pár kilometrů daleko, poblíž vesnice Lavoute.

## Umění a literatura
Poetická ilustrace „Kostel v Polignacu“ od Letitie Elizabeth Landonové k obrazu Jamese Duffielda Hardinga byla napsána během věznění knížete Polignaca a jeho kolegů, po francouzské revoluci v roce 1830 (ve Fisher's Drawing Room Scrap Book, 1837).